# Царичина палата
Царичина палата (рус. Царицыно) је палата, музеј и парк-резерват на југу Москве. Основана је 1776. године по наредби Катарине Велике.

## Историја
Имање је наведено у историјским изворима током касног 16. века, када је припадало царици Ирини, сестри цара Бориса Годунова. У то време се звало Богородскофе. У 17. веку припадао је Стрешњевцима а потом Галицињима.

## Архитектонске карактеристике
Основу Баженовљевог архитектонског плана чине два једнака крила, квадратног облика, намењена становима Катарине Велике (десно) и престолонаследника Павла (лево).
Палата је, упркос својим живописним неоготичким цртама (куле, луковима), у целини блиска канонима класицизма: строга симетрија, троделна подела фасада, свеукупно мирне и уравнотежене пропорције, монументални детаљи. У многим аспектима, Велика палата показује другачији приступ задатку изградње сеоске резиденције "у готичком стилу".
Палата није завршена због изненадне смрти Катарине Велике. До 1796.  имала је привремени кров обојен у црно. То је згради дало суморан изглед што је утицало на перцепцију савременика. Тек средином 19. века критичари су почели дају на вредности архитектонским карактеристикама палате.
Срушена палата, која није ни на који начин коришћена током своје историје, претворена је у модеран музејски комплекс 2005-2007.
Неке од зграда палате и павиљона пејзажног парка оријентисане су ка рибњацима који се налазе у оквиру палате.

## Галерија
- Мапа локација паркова у склопу палате
- Дворски травњак
- Рибњаци
- Баженова „Оперска кућа“, 1776–1778
- Мања сала
- Фронт здања